# Карл Антон фон Хоенцолерн
Карл Антон Фридрих Вилхелм Лудвиг фон Хоенцолерн-Зигмаринген (на немски: Carl Anton Friedrich Wilhelm Ludwig Prinz von Hohenzollern-Sigmaringen; * 1 септември 1868, Зигмаринген; † 21 февруари 1919, замък Намеди при Андернах) е принц на Хоенцолерн-Зигмаринген и пруски генерал-лейтенант.

## Живот
Той е най-малкият син на княз Леополд фон Хоенцолерн-Зигмаринген (1835 – 1905) и съпругата му инфанта Антония Мария Португалска (1845 –1913), дъщеря на кралица Мария II от Португалия (1819 – 1853) и принц Фердинанд II фон Саксония-Кобург-Заалфелд (1816 – 1885). Брат е на Вилхелм (1864 – 1927), последният княз на Хоенцолерн (1905 – 1918), и на Фердинанд I (1865 – 1927), крал на Румъния (1914 – 1927).
Карл Антонсе жени на 28 май 1894 г. в Брюксел за братовчедката си принцеса Жозефина Карола Мария Албертина Белгийска (* 18 октомври 1872, Брюксел; † 6 януари 1958, Намюр), внучка на белгийския крал Леополд I (1790 – 1865), дъщеря на принц Филип Белгийски (1837 – 1905), граф на Фландрия, и принцеса Мария фон Хоенцолерн-Зигмаринген (1845 – 1912), дъщеря на княз Карл Антон фон Хоенцолерн-Зигмаринген и принцеса Йозефина Фредерика Луиза фон Баден (1813 – 1900). Братът на Жозефина Албер става през 1909 г. крал на белгийците.
- Принц Карл Антон фон Хоенцолерн
- Съпругата му Жозефина Белгийска

Карл Антон се скарва с началника си офицер и прекратява военната си кариера. На 27 януари 1914 г. той получава титлата генерал-лейтенант и à la suite става командир на 1. гвардейски драгунски полк с името на кралицата на Великобритания и Ирландия Виктория. Участва в Първата световна война. През 1909 г. принц Карл Антон купува замък Намеди при Андернах и го престроява. Дворецът и днес е собственост на Хоенцолерните.
Карл Антон фон Хоенцолерн умира на 50 години на 21 февруари 1919 г. в своя замък Намеди при Андернах скоро след Първата световна война. Той е погребан първо в гробището в Намеди, по-късно е преместен в манастирската църквата (Erlöserkirche) на манастир Хединген в Зигмаринген.

## Деца
Карл Антон и Жозефина Белгийска имат четири деца:
- Стефани Жозефина Карола Филипина Леополдина Мария фон Хоенцолерн (8 април 1895 – 7 август 1975), омъжена на 18 май 1920 г. (разв. 1943) за Йозеф-Ернст Фугер фон Гльот (1895 – 1981)
- Мария Антоанета Вилхелмина Августа Виктория фон Хоенцолерн (23 октомври 1896 – 4 юли 1965), омъжена на 27 ноември 1924 г. за фрайхер Егон Айрл фон и цу Валдгриз и Либенайх (1892 – 1981)
- Албрехт Лудвиг Леополд Тасило фон Хоенцолерн (28 септември 1898 – 30 юли 1977), женен на 19 май 1921 г. за Илза Маргот фон Фридебург (1901 – 1988)
- Хенриета Леополдина Вилхелмина фон Хоенцолерн (29 септември 1907 – 3 октомври 1907)